# Jung Sun-yong
Jung Sun-yong, kor. 정선용 (ur. 11 marca 1971) – południowokoreańska judoczka. Srebrna medalistka olimpijska z Atlanty.
Zawody w 1996 były jej drugimi pełnoprawnymi igrzyskami olimpijskimi – debiutowała w 1988, kiedy judo kobiet było sportem pokazowym i brała udział w  igrzyskach w 1992. Zajęła drugie miejsce w wadze lekkiej, do 56 kilogramów. W finale przegrała z Kubanką Driulis González. Zdobyła srebrny medal mistrzostw świata w 1995 i brązowy w 1989. W 1994 zdobyła złoty medal igrzysk azjatyckich, w 1991, 1993 i 1995 zwyciężyła w mistrzostwach Azji, a w 1988 była trzecia.